# هنرهای رزمی چینی

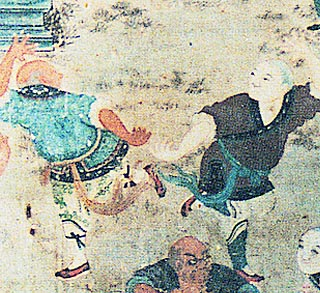
دیوارنگاره‌ای از سده نوزدهم در معبد شائولین

هنرهای رزمی چینی (به چینی: 中國武術) به تمامی انواع هنرهای رزمی گفته می‌شود که از چین سرچشمه می‌گیرند.
کونگ فو یا ووشو عبارات عمومی هستند که به مرور زمان مترادف با هنرهای رزمی چینی شده‌اند. هر چند این دو عبارت تفاوت بسیاری در اصل معنایی با یکدیگر دارند. هر کدام از این دو لغت می‌تواند سنت‌های متفاوتی از هنرهای رزمی را توصیف کند و حتی می‌تواند در مفهومی غیر از هنرهای رزمی استفاده شود.سی ام ای C.M.A نام دیگری که گاه برای اشاره به هنرهای رزمی چینی کاربرد دارد.

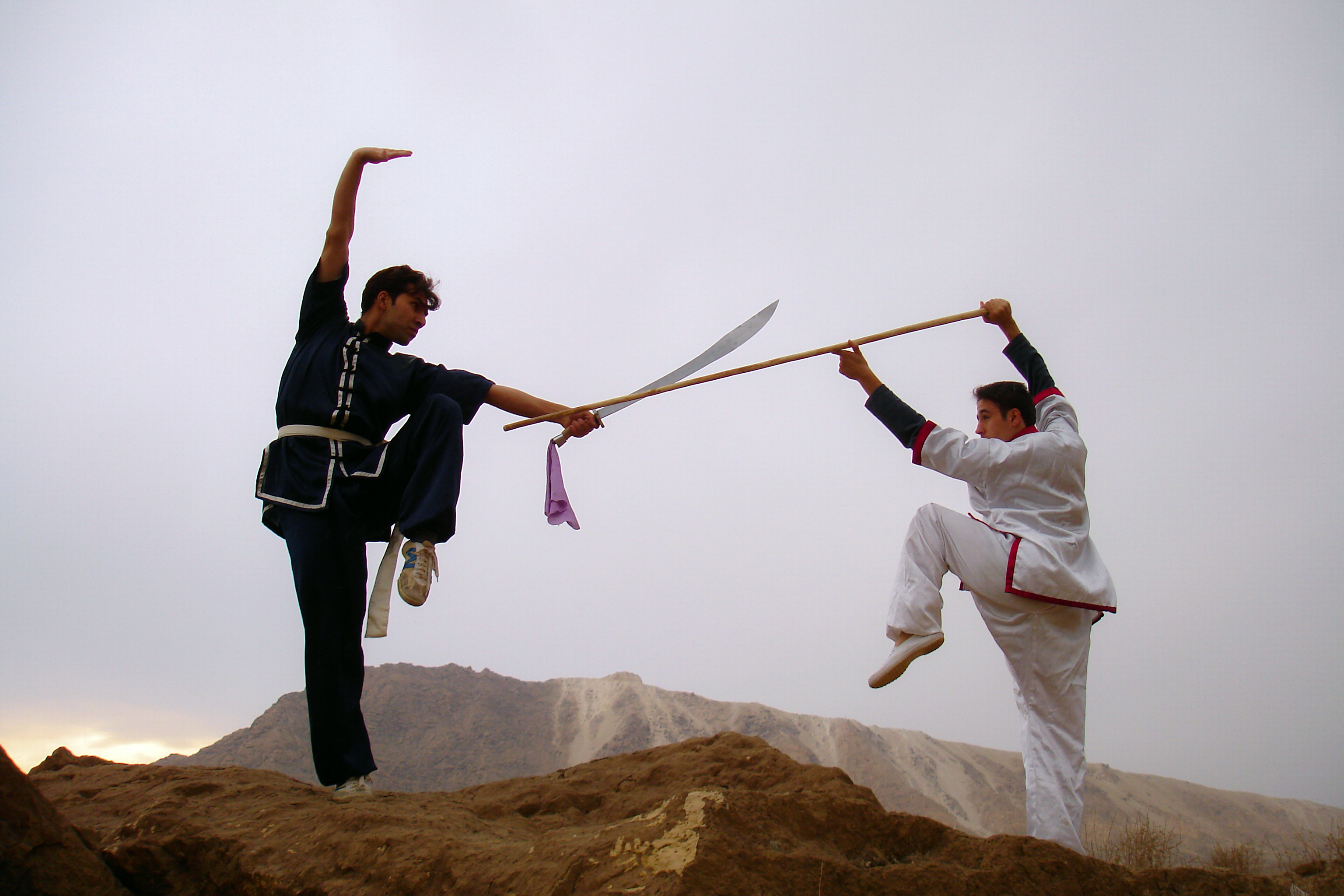
دو هنرجو رشته کنگفو در ایران در حال مبارزه با شمشیر پهن و چوب (اردیبهشت ۱۳۸۴)

در زبان چینی واژه کونگ فو اشاره به هر دستاورد شخصی یا مهارت پیچیده حتی در زمینه‌های کاملاً غیر مرتبط با هنرهای رزمی دارد. در مقابل ووشو یک عبارت دقیقتر در زبان چینی ماندارین است که می‌توان آن را به «هنر رزمی» ترجمه کرد. علاوه بر این عبارت ووشو امروزه اسمی برای یک ورزش کلاسیک و در عین حال بسیار مدرن است که مسابقات آن در دو بخش اصلی مبارزه، سانشو یا ساندا و فرم‌های با سلاح و بدون سلاح برگرفته از فرم‌های هنرهای رزمی چینی با نام تالو برگزار می‌شود. وینگ چون کونگ فو یا وینگ چون ووشو نیز یکی از اصیل‌ترین و قدیمی‌ترین فنون مبارزه و دفاع شخصی است که امروزه در سراسر دنیا و به شکل آکادمیک آموزش داده می‌شود. همچنین سبک جیت کان دو سبکی بسیار منحصر به فرد که توسط بروس لی یکی از بزرگ‌ترین اساتید رزمی قرن بنیانگذاری شد و زیر مجموعه فدراسیون جهانی ووشو اداره می‌شود.